# Előnykő
Az előnykövek segítségével a gojátékban előnyt lehet biztosítani a gyengébb játékos számára, hogy egyenlő eséllyel játszhassanak. Ilyenkor mindig a gyengébb játékos játszik fekete kövekkel, és (19×19-es táblán) általában annyi kő előnyt kap, amennyi a két játékos játékereje közötti különbség. (Például egy 6 kjus játékos 4 kő előnyt ad 10 kjus ellenfelének.) Kisebb táblán kevesebb előnyt adnak (13×13-as táblán egy kő kb. 2,5-3 kju különbséggel egyenlő).
A kövek elhelyezése japán vagy kínai szabályok szerint történhet.

## Japán szabály

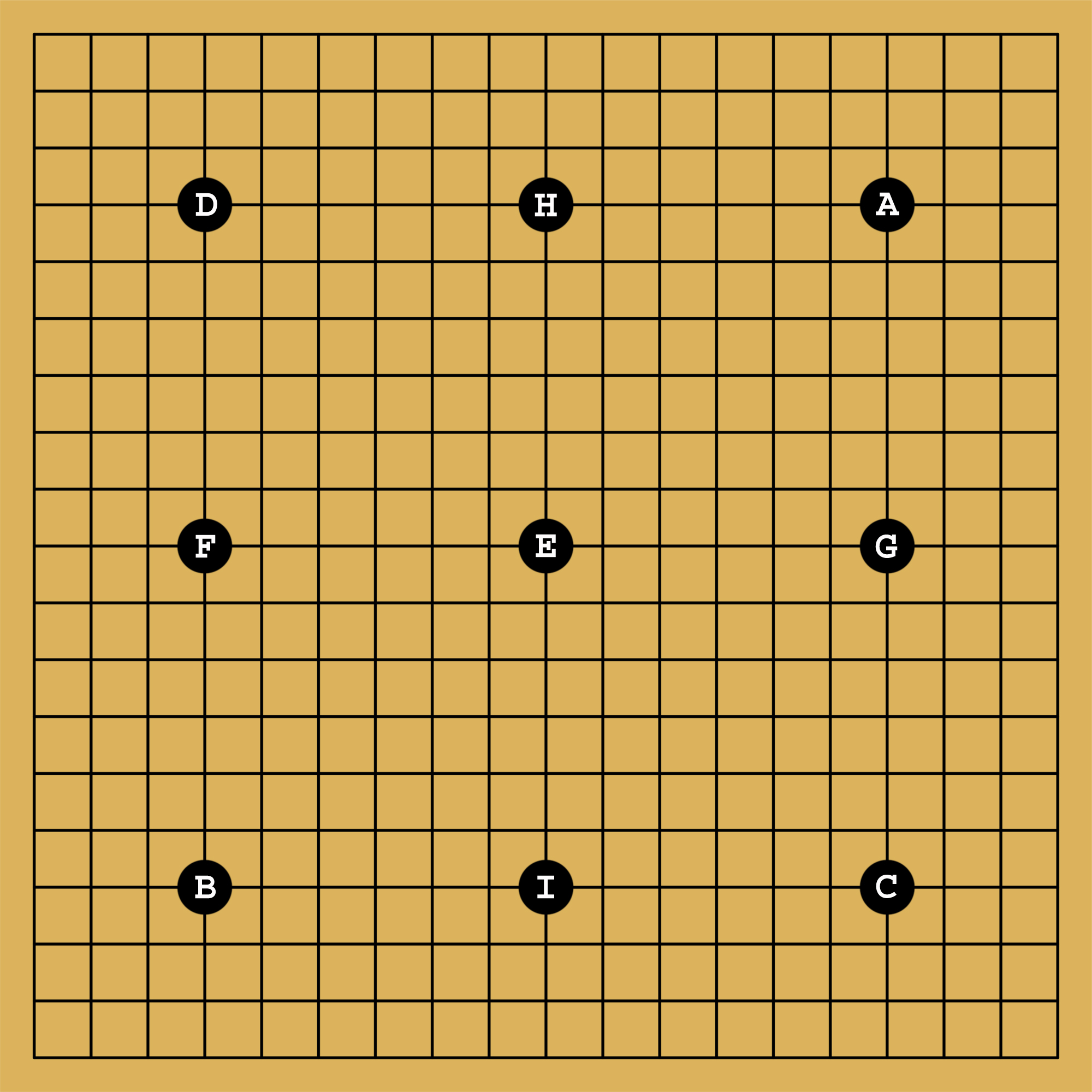
Az előnykövek hagyományos helye

Az előnyköveket a csillagpontokra (hoshi) kell tenni – ezek a pöttyel jelölt pontok a táblán.
- Az 1 köves előny napjainkban a komi elhagyását jelenti, a gyengébb játékos kezd tetszőleges helyre.
- A 2 köves előnynél az egyik kő a jobb felső, a másik a bal alsó sarokban van. (A,B)
- 3 köves előnynél a plusz kő a jobb alsó sarokban van, a fekete oldaláról nézve, vagy középen. (A,B,C/E)
- 4 kőnél a négy sarokban. (A,B,C,D)
- 5 kőnél a négy sarokban és középen. (A,B,C,D,E)
- 6 kőnél a két oldal mentén. (A,B,C,D,F,G)
- 7 kőnél a két oldal mentén és középen. (A,B,C,D,E,F,G)
- 8 kőnél körbe, az oldalak mentén. (A,B,C,D,F,G,H,I)
- 9 kőnél az összes jelölt pont foglalt. (A,B,C,D,E,F,G,H,I)

A kövek elhelyezése után fehér lép először. Előnyköves játszmákban nincs komi, egyenlő eredmény, azaz jigo esetén a fehér nyer. (Ezt szokták úgy is jelezni, hogy a komi 0,5 pont.)
Régen az egy köves előny azt jelentette, hogy a gyengébb játékos minden 3 partiból 2-ben volt fekete, vagy minden 4-ből 3-ban volt fekete, egyébként egyenlőből játszottak.

## Kínai szabály
A feketével játszó játékos odalép a táblán, ahova akar, megkötés nincs. Olyan a kezdés, mintha fehér kezdetben egymás után kétszer, háromszor stb. passzolna.

Egyenlő, azaz jigo esetén a fehér nyer.